# Étienne Pivert de Senancour

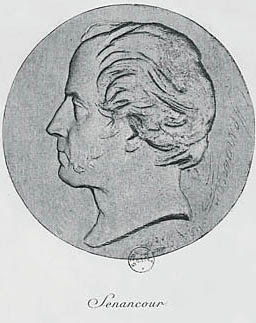
Senancour (1770-1846).

Étienne Pivert de Senancour (París, 16 de noviembre de 1770 - Saint-Cloud, 10 de enero de 1846) fue un escritor prerromántico francés.

## Biografía
Nacido en París, fue educado primero por su madre, y luego en la casa de un cura en el campo, cerca de Ermenonville, donde descubrió a Rousseau. Senancour huyó de su casa el 14 de agosto de 1789, para evitar el seminario al cual su padre lo destinaba, lo que le llevó a figurar en la lista de los emigrados tras estallar la revolución.
Se instaló en Suiza, donde contrajo matrimonio de forma poco afortunada con Marie-Franoise Daguet, con la cual tuvo dos hijos Eulalie (1791) quien seguiría los pasos de su padre y se haría escritora, y su hijo Floran (1793) el cual se haría militar. Volvió a París en 1795, donde acababa de publicar el relato Aldomen o La felicidad en la oscuridad. En 1799, publicó sus Ensueños sobre la naturaleza primitiva del hombre, pero es la novela epistolar  Oberman (1804) la que le llevará a influir fuertemente el pensamiento romántico. Tanto Sainte-Beuve como George Sand o Charles Nodier elogiaron esta novela, pero durante la vida del autor pasó casi desapercibida. Gerard de Nerval y Honoré Balzac admiraban esta obra; el último incluso lo celebra en su novela Las ilusiones perdidas en estos términos: "Un libro hermoso, el pianto de la incredulidad..." y Marcel Proust nunca se cansó de leerlo. En el Reino Unido, Senancour tuvo una notable influencia en el poeta y crítico Matthew Arnold. En la cultura española la influencia de Senancour está directamente vinculada a Miguel de Unamuno, quien lo cita repetidas veces en Del sentimiento trágico de la vida o en el prólogo de Niebla, donde afirma que Senancour, Antero de Quental y Leopardi son influencias decisivas en su obra. Oberman es el diario de un héroe infeliz, devorado por el aburrimiento, las dudas y las preocupaciones. Los sueños y las descripciones de la naturaleza son importantes en la obra. Y el músico Franz Liszt citó Obermann en una de las páginas de sus Años de peregrinaje: "¿Qué quiero? ¿Que soy? ¿Qué preguntarle a la naturaleza?"

## Obras
- Les Premiers Âges. Incertitudes humaines (1793)
- Aldomen, ou le Bonheur dans l’obscurité (1795)
- Rêveries sur la nature primitive de l’homme (1799)
- Obermann (1804)
- De l’amour (1806)
- Valombré (1807)
- Lettre d’un habitant des Vosges sur MM. Buonaparte, de Chateaubriand, Grégoire, Barruel (1814)
- Observations critiques sur l’ouvrage intitulé "Génie du christianisme", suivies de réflexions sur les écrits de Monsieur de Bonald (1816)
- Résumé de l’histoire de la Chine (1824)
- Résumé de l’histoire des traditions morales et religieuses (1825)
- Isabelle (1833)
- Ynarès ou conjectures sur le sort futur de l'homme